# Direitos humanos nos Estados Unidos

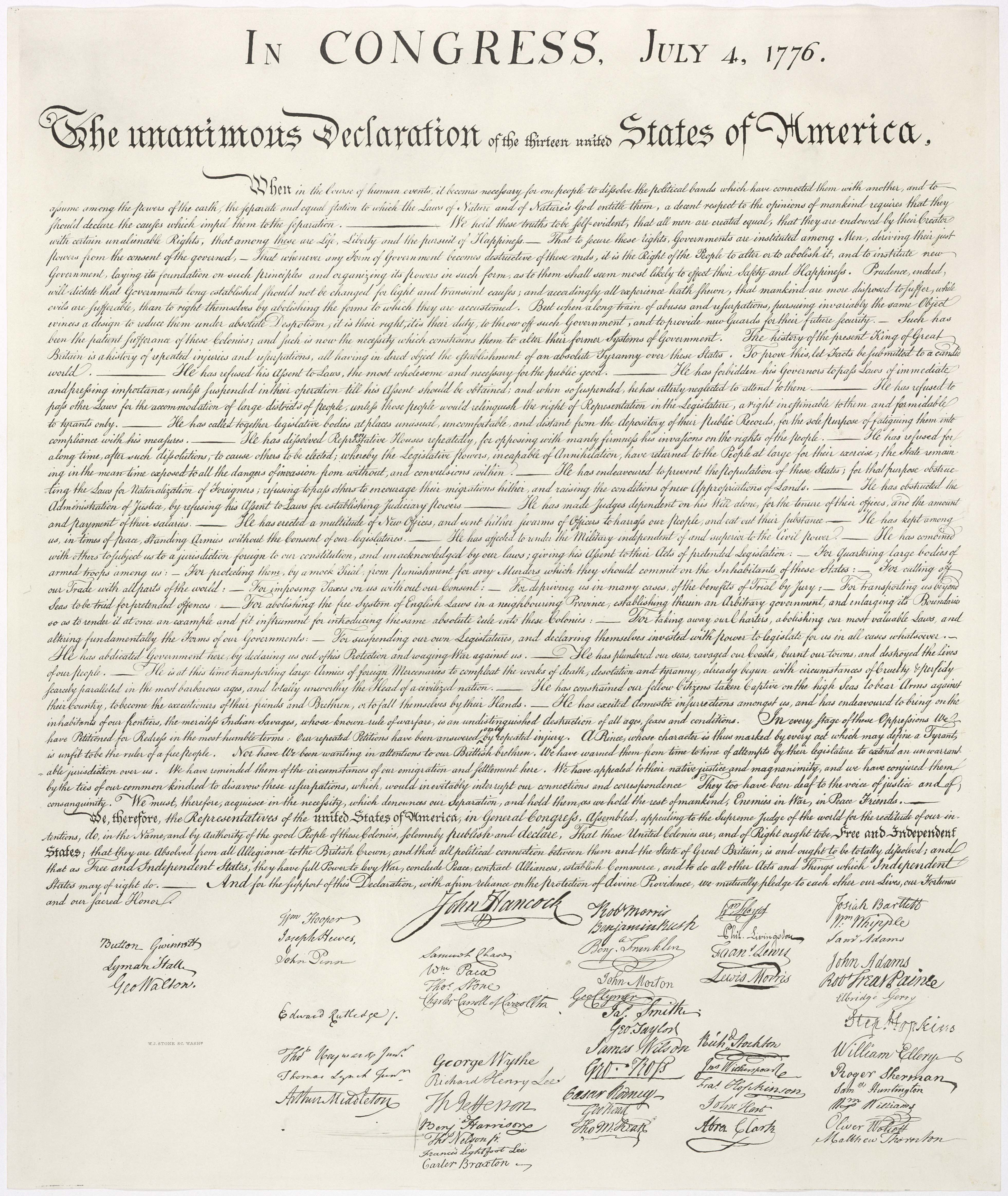
Em 1776, Thomas Jefferson propôs uma filosofia dos direitos humanos inerentes a todas as pessoas na Declaração de Independência, afirmando que "todos os homens são criados iguais, que são dotados pelo Criador de certos direitos inalienáveis, que entre estes estão a vida, a liberdade e a procura da felicidade." O historiador Joseph J. Ellis chama a Declaração de "a declaração mais citada dos direitos humanos na história registrada".

Os direitos humanos nos Estados Unidos compreendem uma série de direitos que são legalmente protegidos pela Constituição dos Estados Unidos, incluindo emendas, constituições estaduais, conferidas por tratado e promulgadas legislativamente no Congresso, legislaturas estaduais e referendos estaduais e iniciativas dos cidadãos. Os tribunais federais nos Estados Unidos têm jurisdição sobre leis internacionais de direitos humanos como uma questão federal, decorrentes do direito internacional, que é parte da lei dos Estados Unidos.
O histórico de direitos humanos nos Estados Unidos da América é um assunto complexo; em primeiro lugar, o Governo Federal dos Estados Unidos tem, através de uma constituição e alterações ratificadas da mesma, garantidos os direitos inalienáveis para os cidadãos do país, e também, em certa medida, aos não-cidadãos. No entanto, a evolução histórica destes direitos também devem ser considerada, como a população periférica dos Estados Unidos, que teve acesso a estes direitos ou melhoras ao longo do tempo, e de acordo com a Declaração Universal dos Direitos Humanos, não foi totalmente expandido os direitos de todos os seres humanos dentro das suas fronteiras, em comparação com o padrão internacional estabelecido pela Assembléia Geral das Nações Unidas, por causa de questões sociais e políticas que derivam da história dos Estados Unidos.
Alguns observadores dão aos EUA índices satisfatórios a altos em matéria de direitos humanos, enquanto outros o cobram pelo persistente padrão de violações dos direitos humanos, principalmente através da alta desigualdade social.

Ao contrário do seu pressuposto constitucional de respeitar os direitos humanos, os Estados Unidos tem sido internacionalmente criticado por sua violação aos direitos humanos, incluindo inferior proteção aos trabalhadores em comparação à maioria dos países ocidentais, a prisão de devedores, e a criminalização dos sem-tetos e pobres, a invasão da privacidade dos seus cidadãos através de programas de vigilância em massa , a brutalidade policial, a prisão de cidadãos por lucro, os maus-tratos a prisioneiros e juvenis no sistema carcerário, tendo as mais longas penas de qualquer outro país e sendo o único país ocidental com a pena de morte, o apoio contínuo a ditadores estrangeiros que cometem abusos (incluindo o genocídio) , tortura de prisioneiros na Baía de Guantánamo. e um sistema de saúde que favorece o lucro  privado em detrimento do bem-estar dos cidadãos.